# Сура Гафір
Сура Гафір (араб. سورة غافر‎) або Той, хто дарує прощення — сорокова сура Корану. Мекканська, містить 85 аятів.